# Hans Henning Atrott

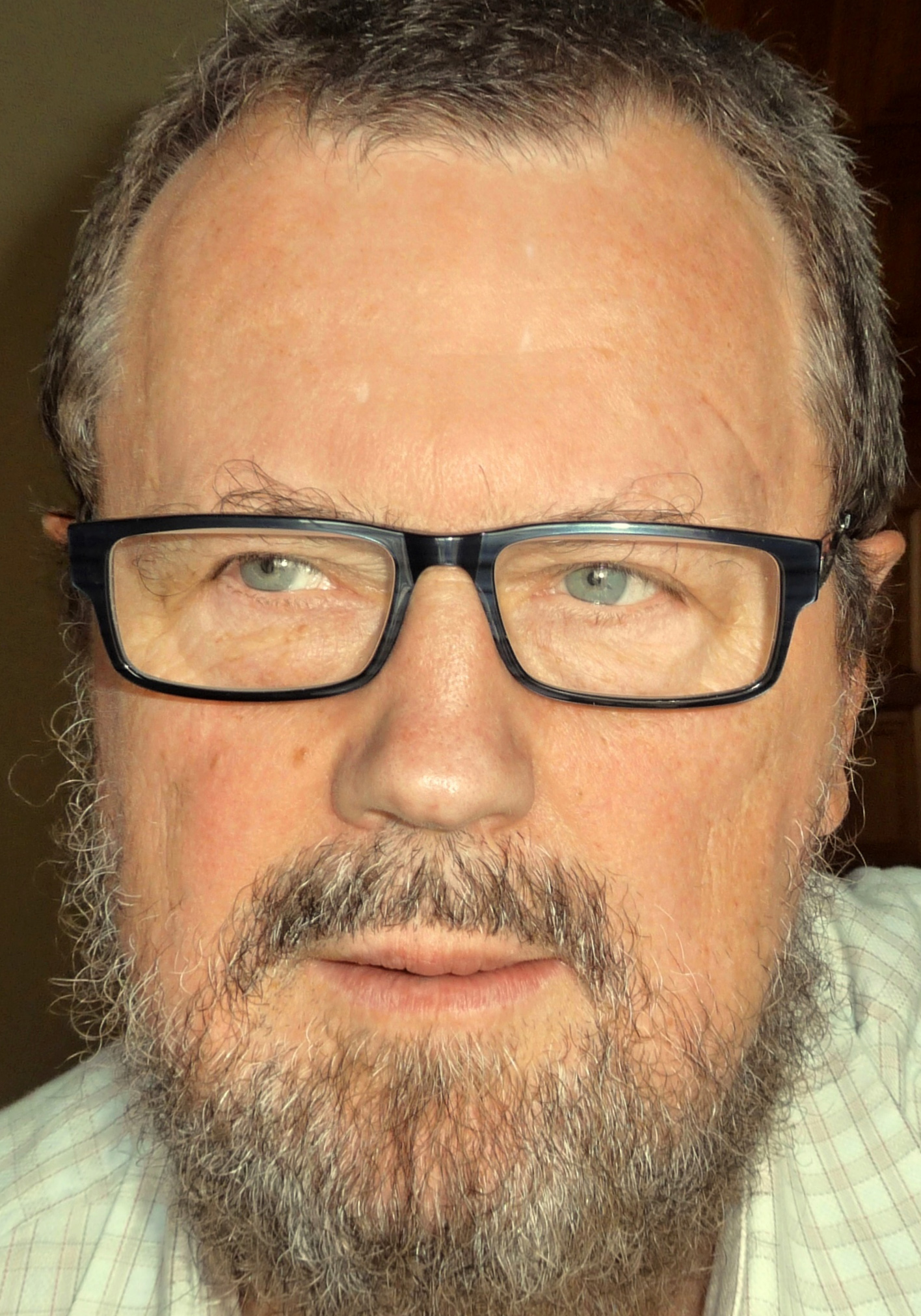
Hans Henning Atrott, 2011

Hans Henning Atrott (* 12. Januar 1944 in Memel; † 2018) war Gründer, Bundesgeschäftsführer und erster Präsident der Deutschen Gesellschaft für Humanes Sterben (DGHS) sowie Geschäftsführer der „World Federation of Right-to-die-Societies“. Bekannt wurde er durch eine von ihm angefachte Diskussion über Tötung auf Verlangen und Beihilfe zur Selbsttötung sowie durch Vermittlungen und Verkäufe von Zyankali an Sterbewillige, die zu seiner Verurteilung führten.

## Leben
Hans Henning Atrott war der Sohn von Wilhelm Atrott, dem evangelischen Pfarrer der Jakobusgemeinde zu Memel in Ostpreußen, und dessen Ehefrau, der Juristin Edith Atrott. Seine Eltern starben in seinem ersten Lebensjahr. Er wuchs in der DDR auf und übersiedelte 1956 in die Bundesrepublik Deutschland. Dort legte er 1969 ein Begabten-Abitur ab. Ein Studium der Philosophie, Politologie und Soziologie (mit Schwerpunkt Medizinsoziologie) an der Universität München und Hochschule für Politik München schloss er mit dem akademischen Grad Dipl. sc. pol. ab.
Atrott lebte in Augsburg, war seit 1978 verheiratet mit Anita Atrott, geb. Zwiefler, und ist Vater eines Sohnes.

## Sterbehilfe und Suizidassistenz
Von 1979 bis 1981 fungierte Atrott als Landesvorsitzender des Bundes für Geistesfreiheit Bayern. Im Jahre 1980 wurde er Gründer und Präsident der Deutschen Gesellschaft für Humanes Sterben und arbeitete von 1982 bis 1984 als Geschäftsführer der World Federation of Right-to-die-Societies. Im Jahr 1983 wurde Atrott Bundesgeschäftsführer der DGHS. 1985, als die DGHS bereits etwa 12.000 Mitglieder hatte, nahm Atrott an einer Anhörung zum Thema Sterbehilfe im Deutschen Bundestag teil.
Im November 1986 tötete eine Mutter ihr krebskrankes Kind aus Verzweiflung mit Zyankali. Nach ihrer Darstellung des Sachverhaltes hatte sie das Gift von Atrott bekommen. Atrott konnte allerdings nicht nachgewiesen werden, dass er das Zyankali tatsächlich besorgt hatte.
Im Juli 1987 erklärte ein Beschluss des OLG München die „Sterbehilfe“ mittels Zyankali im Fall Hermy Eckert als gesetzeskonform. Atrott hatte hierfür das Gift geliefert. Im Mai 1992 wurde Atrott vorübergehend festgenommen und nach einem Tag gegen eine Kaution von 200.000 DM wieder entlassen. Atrott setzte sich, so die Darstellung der DGHS, daraufhin in die Schweiz ab. Atrott soll im Jahr 1992 eine (ehemalige) Mitarbeiterin telefonisch bedroht und beleidigt haben.
Am 23. Januar 1993 wurde Atrott in Hamburg beim Verkauf von Zyankali erneut festgenommen und verblieb knapp ein Jahr in Untersuchungshaft. Die Staatsanwaltschaft Augsburg erhob gegen ihn Anklage wegen Steuerhinterziehung und Verstoß gegen die Gefahrstoffverordnung. In dieser Sache verurteilte ihn das Landgericht Augsburg im März 1994 nach einem Geständnis zu einer zweijährigen Bewährungsstrafe und zur Zahlung einer Geldbuße.
Ausscheiden aus der DGHS
Durch die Erklärung der zwischenzeitlich eingesetzten DGHS-Führung, dass der in U-Haft befindliche Atrott kein Interesse mehr an der Fortführung seines Amtes als DGHS-Präsident hätte, wurde Atrott als gesetzlicher Vertreter aus dem Register gelöscht. Atrott bestritt dieses Einverständnis. Nach gegenseitigen Ausschlüssen und Entlassungen beendete 1997 ein schiedsrichterlicher Vergleich die Querelen: gegen eine Abfindung verzichtete Atrott auf Ämter und Mitgliedschaft in der DGHS.

## Antichristliche Agitation
Atrotts frühe Beschäftigung mit der Bibel und dem Neuen Testament festigten seine Abneigung gegen die christlichen Kirchen, die er als Betrüger ansieht. Ab 1998 hatte Atrott seine Arbeiten über das Christentum wieder aufgenommen, insbesondere über Jesus Christus. Dabei entwickelte Atrott unter anderem die Thesen, dass die Geschichten, die sich um Jesu Geburt ranken, größtenteils aus dem Mithraskult übernommen worden seien, dass Jesus die Menschheit in Wirklichkeit hätte zerstören wollen und dafür eine Sekte, die Christen, gegründet hätte, sowie dass am Kreuz Judas Ischariot als Doppelgänger Jesus’ gestorben wäre, so wie auch Paulus in Wirklichkeit Jesus gewesen und für den Brand von Rom 64 n. Chr. verantwortlich sei. Atrott veröffentlichte seine Theorien zunächst im Internet, später im Selbstverlag.

## Publikationen (Auswahl)
- Sterbehilfe. Mitleid oder Mord? coprint, Wiesbaden 1984, ISBN 978-3-922819-18-9
- Der Mensch wird vergessen. In: Stephan Wehowsky (Hrsg.): Sterben wie ein Mensch. 1985.